# Bogdan Bojko
Bogdan Bojko (Nowa Sól; 10 de Fevereiro de 1959 — ) é um político da Polónia. Ele foi eleito para a Sejm em 25 de Setembro de 2005 com 5123 votos em 8 no distrito de Zielona Góra, candidato pelas listas do partido Platforma Obywatelska.